# Ozarba badia
Ozarba badia là một loài bướm đêm trong họ Noctuidae.